# Stefan Skąpski
Stefan Skąpski (ur. 1936) – polski polityk, ostatni prezydent Wrocławia w czasach PRL-u, w latach 1986–1990.

## Życiorys
Po zakończeniu II wojny światowej osiedlił się we Wrocławiu, gdzie ukończył studia na Wydziale Prawa i Administracji Uniwersytetu Wrocławskiego. Podjął pracę zawodową w administracji lokalnej, zasiadając w latach 1954–1961 w prezydium Rady Narodowej miasta Wrocławia. Przez 12 kolejnych lat pełnił funkcję kierownika w Elwro, a od 1973 – dyrektora Wydziału Zatrudnienia i Spraw Socjalnych Urzędu Wojewódzkiego. 26 stycznia 1984 został powołany na stanowisko wiceprezydenta, a od 26 marca 1986 – prezydenta miasta Wrocławia. Był ostatnim włodarzem miasta w PRL-u. Za jego kadencji w 1987 zawarto umowę partnerską z Wiesbaden, polegającą na współpracy kulturalnej, sportowej i szkolnej, w tym wymiany uczniów. Ustąpił ze stanowiska 4 czerwca 1990, a dzień później Rada Miasta Wrocławia wybrała Bogdana Zdrojewskiego na nowego prezydenta.
W 2014 roku opublikował ilustrowany tom wierszy dla dzieci Niezwykłe przygody ze świata przyrody, a w 2016 tom Król niedźwiedzi i inne zwierzęta. Wiersze nie tylko dla dzieci. Oba zostały wydane przez Oficynę Wydawniczą Atut. Nakładem tego wydawnictwa ukazały się również dwa kolejne tomy: "W krainie zwierząt i krasnali" w 2017 roku oraz "Dziwaczne miasteczko nad niewielką rzeczką" w 2019 roku. W 2021 roku opublikował wspomnienia w książce zatytułowanej "Gdy byłem prezydentem Wrocławia i później". Wydawcą jest również Oficyna Wydawnicza Atut. 